# مجموعه رفاهی تفریحی شهر سبز رامسر

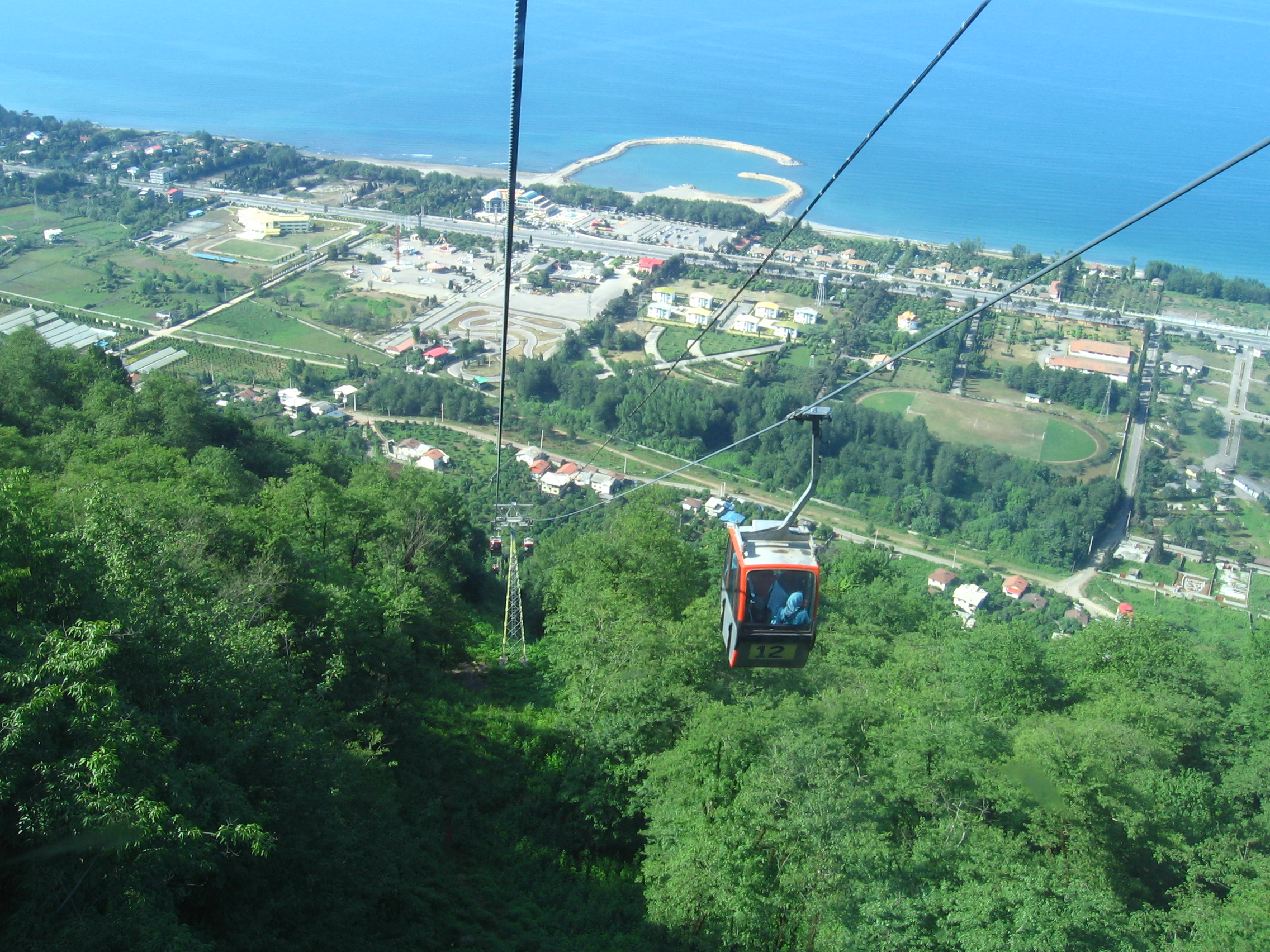
تله‌کابین رامسر

مجموعه رفاهی تفریحی شهر سبز رامسر در ۵ کیلومتری غرب رامسر و ۱۰۳ کیلومتری کلانشهر رشت و ۹۵ کیلومتری شهر چالوس و در منطقه سورخانی در شرقی ترین نقطه استان گیلان و کنار دریای کاسپین واقع شده‌است.

## امکانات
این مجموعه دارای بخش‌های تجاری، تفریحی و هتل می‌باشد که در دو بخش ساحلی و کوهستانی واقع شده‌اند.
امکانات سایت ساحلی
- تله‌کابین
- کلوپ دریایی: جت اسکی، اسکی روی آب، شاتل دریایی، قایق‌های تفریحی
- شهر بازی
- پیست کارتینگ که دارای استاندارد بین‌المللی به طول ۶۰۰ و عرض ۸ متر است.
- پیست پینت بال
- تالار و رستوران پذیرایی تا ظرفیت ۸۰۰ نفر، فست فود، کافی شاپ و رستوران سنتی تله بام
- فروشگاه‌های تجاری و غرفه فروش صنایع دستی، غرفه فروش و عرضه مستقیم غذاها و محصولات محلی مخصوص شمال ایران و آژانس هواپیمایی و خدمات گردشگری و شعب بانکهای تجارت، پاسارگاد و پست بانک به همراه دستگاه‌های خود پرداز متعدد و خدمات اینترنت
- آلاچیق‌ها
- ساحل شنی به همراه اسکله دریایی

امکانات بخش کوهستانی
- تله‌کابین
- زیپ‌لاین
- هتل
- رستوران و کافی شاپ
- فروشگاه صنایع دستی و هنری

## تقدیرنامه‌ها
این مجموعه تقدیرها و افتخارات بسیاری از زمان تأسیس در زمینه گردشگری دریافت کرده‌است که از آن جمله می‌توان به تندیس مدیریت کیفیت از شرکت GIC انگلستان در سال ۲۰۱۰ اشاره کرد.